# Bill Bridges
William C. "Bill" Bridges (né le 4 avril 1939 à Hobbs (Nouveau-Mexique) et mort le 25 septembre 2015 est un ancien joueur américain de basket-ball.  
Ailier-fort d'1,98 m issu de l'université du Kansas, il passa 13 saisons (1962 à 1975) en National Basketball Association sous les couleurs des St. Louis/Hawks d'Atlanta, des 76ers de Philadelphie, des Lakers de Los Angeles et des Warriors de Golden State. Il remporta le titre de champion NBA avec les Warriors en 1975 et participa à trois All-Star Game. Bien qu'il soit petit pour son poste, Bridges était un excellent rebondeur compilant un double-double (11,9 points, 11,9 rebonds) en carrière.

## Pour approfondir
- Liste des meilleurs rebondeurs en NBA en carrière.